# Séisme de 1960 à Concepción
Le séisme de 1960 à Concepción est un séisme survenu le 21 mai 1960 dans les environs de Concepción, au Chili. Il est suivi de nombreuses répliques dont deux puissantes le lendemain de la secousse principale.

## Contexte
Le Chili d'une manière générale et la région de Concepción en particulier est soumise à un risque sismique important : outre ceux de 1960, ceux de février 1570, de mai 1751 et de février 1835 ont été destructeurs.

## Secousse principale
Le premier a eu lieu le 21 mai 1960 à 6 h 2 (UTC−04:00) et dure 35 secondes. Son hypocentre est situé de 25 à 35 kilomètres de profondeur,, près de la ville de Cañete, région du Biobío, Chili, et sa magnitude est estimée entre 8,1 et 8,3 Mw.
| Tremblement de terre du 21 mai à 6 h 2 UTC | Tremblement de terre du 21 mai à 6 h 2 UTC | Tremblement de terre du 21 mai à 6 h 2 UTC           |
| Ville                                      | Échelle de Mercalli                        | Dommages                                             |
| ------------------------------------------ | ------------------------------------------ | ---------------------------------------------------- |
| Concepción                                 | IX                                         | 125 morts. Un tiers des bâtiments se sont effondrés. |
| Talcahuano                                 | IX                                         | 65 % des bâtiments se sont effondrés.                |
| Coronel                                    | IX                                         |                                                      |
| Lota                                       | IX                                         |                                                      |
| Lebu                                       | X                                          |                                                      |

## Première réplique
La première puissante réplique se produit le 22 mai à 6 h 30 UTC−04:00. Son épicentre se trouve dans le parc national Nahuelbuta, région de l'Araucanie, Chili, et sa magnitude est de 7,1 Mw ou 7,3 Ms. Il est suivi d'un autre séisme à 6 h 32 UTC−04:00 avec une magnitude de 6,8 Mw.

## Seconde réplique
La seconde puissante réplique arrive le même jour à 14 h 55 UTC−04:00. Son épicentre se trouve près de la ville de Purén et sa magnitude est de 7,8 Ms,. Ce séisme se produit 15 minutes avant celui de Valdivia à quelques dizaines de kilomètres au sud-sud-est.

## Conséquences
Environ 125 morts sont comptabilisés.
L'ensemble des secousses provoquent d'importants dégâts. À Concepción, un tiers des bâtiments sont détruits. À Chillán, environ 700 bâtiments sont détruits, plusieurs milliers d'autres sont fortement endommagés dont de nombreux établissements scolaires qui ne peuvent ouvrir, privant de classe environ 12 000 écoliers.